# Axylia sicca
Axylia sicca là một loài bướm đêm trong họ Noctuidae.